# Februar 1979
Portal Geschichte | Portal Biografien | Aktuelle Ereignisse | Jahreskalender | Tagesartikel

◄ |
19. Jahrhundert |
20. Jahrhundert
| 21. Jahrhundert

◄ |
1940er |
1950er |
1960er |
1970er
| 1980er | 1990er | 2000er | ►

◄ |
1975 |
1976 |
1977 |
1978 |
1979
| 1980 | 1981 | 1982 | 1983 | ►

◄ |
November 1978 |
Dezember 1978 |
Januar 1979 |
Februar 1979 |
März 1979 |
April 1979 |
Mai 1979 |
►
Dieser Artikel behandelt aktuelle Nachrichten und Ereignisse im Februar 1979.

## Tagesgeschehen

### Donnerstag, 1. Februar 1979

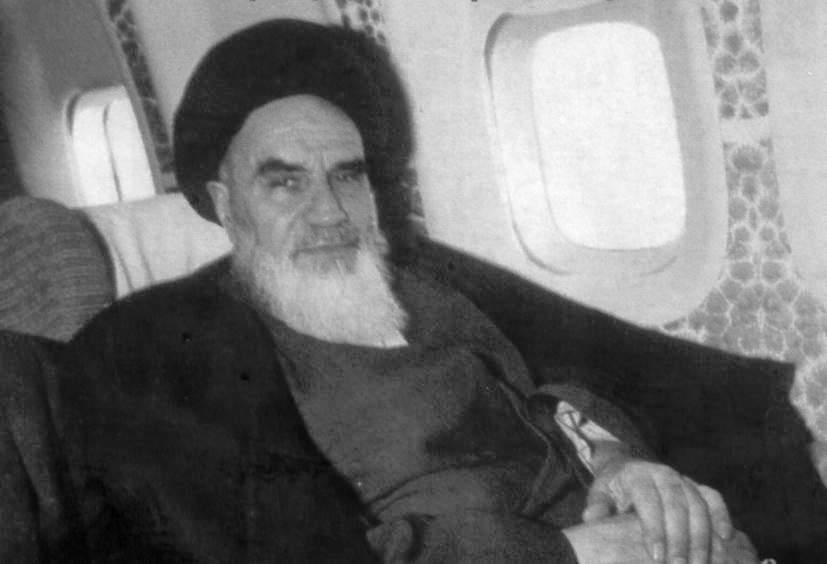
Ruhollah Chomeini

- Paris/Frankreich, Teheran/Iran: Der seit 1964 aus dem Iran verbannte geistliche Führer Ruhollah Chomeini kehrt mit einem Linienflugzeug nach Teheran zurück. Im Vorfeld sprach er mit der Führung des Bündnisses Nationale Front über Wege zum Sturz der Regierung unter Ministerpräsident Schapur Bachtiar, der im Dezember 1978 aus der Nationalen Front ausgeschlossen wurde.[1]

### Freitag, 2. Februar 1979

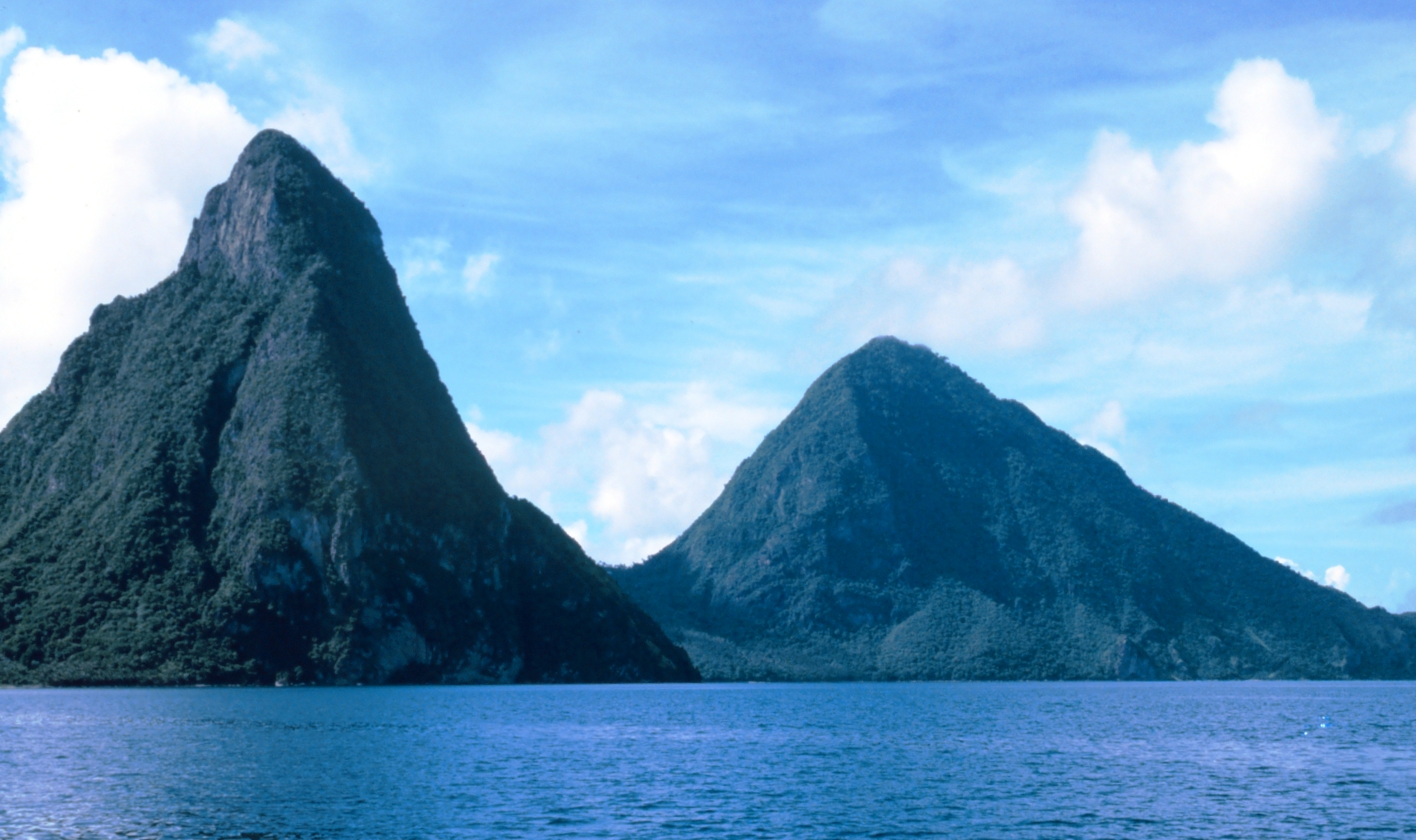
St. Lucia

- Castries/St. Lucia: Die Britische Monarchie entlässt den Staat St. Lucia in die staatliche Souveränität. Als parlamentarische Monarchie bleibt die Karibikinsel im Commonwealth of Nations mit dem Vereinigten Königreich lose verbunden.[2]

### Montag, 5. Februar 1979
- Brüssel/Belgien: Der Präsident der Europäischen Kommission Roy Jenkins äußert sich zu den spanischen Befürchtungen, denen zufolge die Europäischen Gemeinschaften den Beitritt Spaniens blockieren: „Spanien ist ein Teil von Europa, und Europa ist unvollständig ohne Spanien.“ Seit dem Beitrittsgesuch im Juli 1977 wird über die Transferleistungen von Altmitgliedern an Spanien nach dessen Aufnahme sowie über eine Umgestaltung der europäischen Agrarindustrie und die Integration der spanischen Landwirtschaft verhandelt.[3]
- Teheran/Iran: Ajatollah Ruhollah Chomeini, der mit seinen Anhängern eine Islamische Revolution im Iran verwirklichen will, ernennt eine Übergangsregierung. An ihrer Spitze steht Mehdi Bāzargān, ein Mitbegründer u. a. der politischen Organisation Iranische Freiheitsbewegung sowie der Partei Nationale Front. Der aktuelle Premierminister Schapur Bachtiar, der bis vor wenigen Wochen Parteimitglied der Nationalen Front war, stellt sein Amt trotz dieser Entwicklung nicht zur Verfügung, da sich die Streitkräfte des Iran ihm gegenüber loyal verhalten.[4]

### Dienstag, 6. Februar 1979
- Bremen/Deutschland: Eine große und mehrere kleine Staubexplosionen in der industriellen Getreidemühle Rolandmühle reißen die Dächer der Silos in die Höhe, bringen Wände zum Einsturz und rufen Beschädigungen an zahlreichen weiteren Gebäuden hervor. Durch das Unglück sterben 14 Menschen und 17 weitere werden schwerverletzt. Der Brand in dem Gebäudekomplex dauert an.[5]

### Mittwoch, 7. Februar 1979

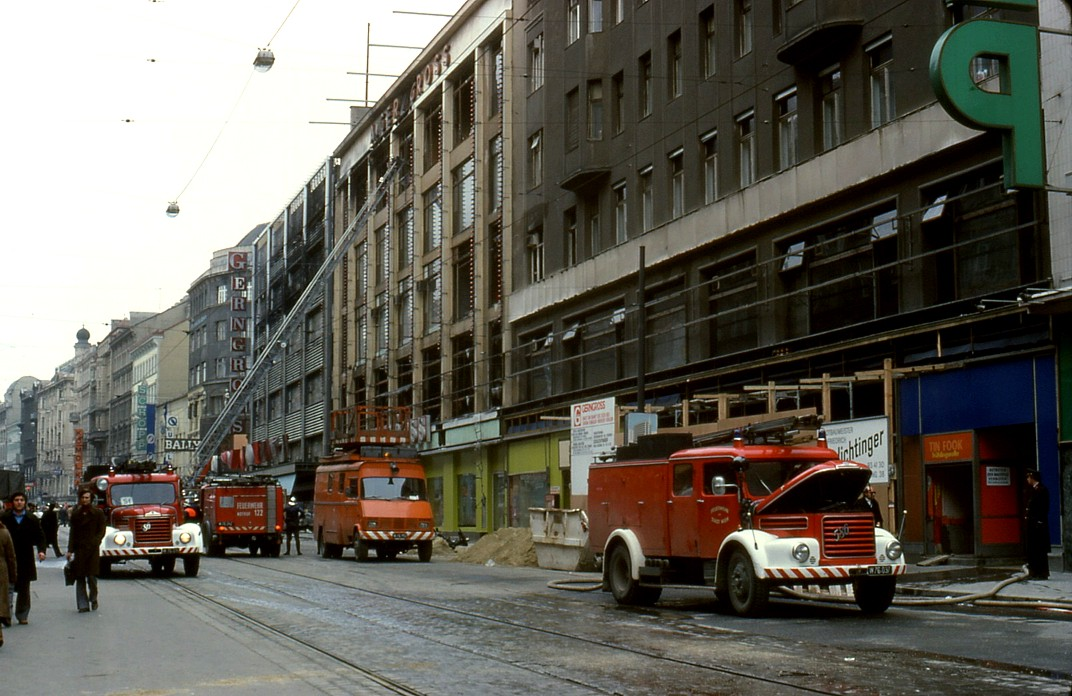
Kaufhaus Gerngross in Wien

- Iqaluit/Kanada: Bei Temperaturen um −40 °C, Schneestürmen sowie Sichtverhältnissen gegen Null sind die Einwohner der Nordwest-Territorien in der Gegend um Iqaluit für zehn Tage in ihren Behausungen eingeschlossen.[6]
- Sonnensystem: Es beginnt eine über 20 Jahre anhaltende Phase, in welcher der Planet Pluto aufgrund seiner exzentrischen Umlaufbahn der Sonne näher ist als der Planet Neptun.[7]
- Wien/Österreich: Im Kaufhaus Gerngross an der Mariahilfer Straße lösen Schweißarbeiten bei der Abtragung einer Rolltreppe einen Brand aus, der letztlich das komplette Gebäude unbrauchbar macht. Es kommen keine Personen zu Schaden.[8]

### Donnerstag, 8. Februar 1979
- Brazzaville/VR Kongo: Das Zentralkomitee der Kongolesischen Arbeitspartei ernennt den Interimspräsidenten der Volksrepublik Denis Sassou-Nguesso zum neuen Präsidenten. Dessen Vorgänger im Amt Joachim Yhombi-Opango verlor dieses am Montag im Zusammenhang mit Korruptionsvorwürfen.[9]

### Sonntag, 11. Februar 1979
- Teheran/Iran: Die Streitkräfte des Iran erklären sich nach intensiven Kämpfen gegen die Anhänger des Ajatollah Ruhollah Chomeini, in deren Verlauf mutmaßlich 300 Menschen starben, für neutral. Ministerpräsident Schapur Bachtiar, den Schah Mohammad Reza Pahlavi wenige Tage vor seiner Flucht ins Exil im Januar einsetzte und der daraufhin aus der Partei Nationale Front ausgeschlossen wurde, erklärt seinen Rücktritt. Die nationalen Medien verkünden den Sieg der Islamischen Revolution.[10][11]

### Montag, 12. Februar 1979
- Genf/Schweiz: Die Weltorganisation für Meteorologie der Vereinten Nationen eröffnet die 1. Weltklimakonferenz. Vertreter aus 53 Staaten werden sich auf der Veranstaltung über den Treibhauseffekt austauschen.[12]

### Mittwoch, 14. Februar 1979

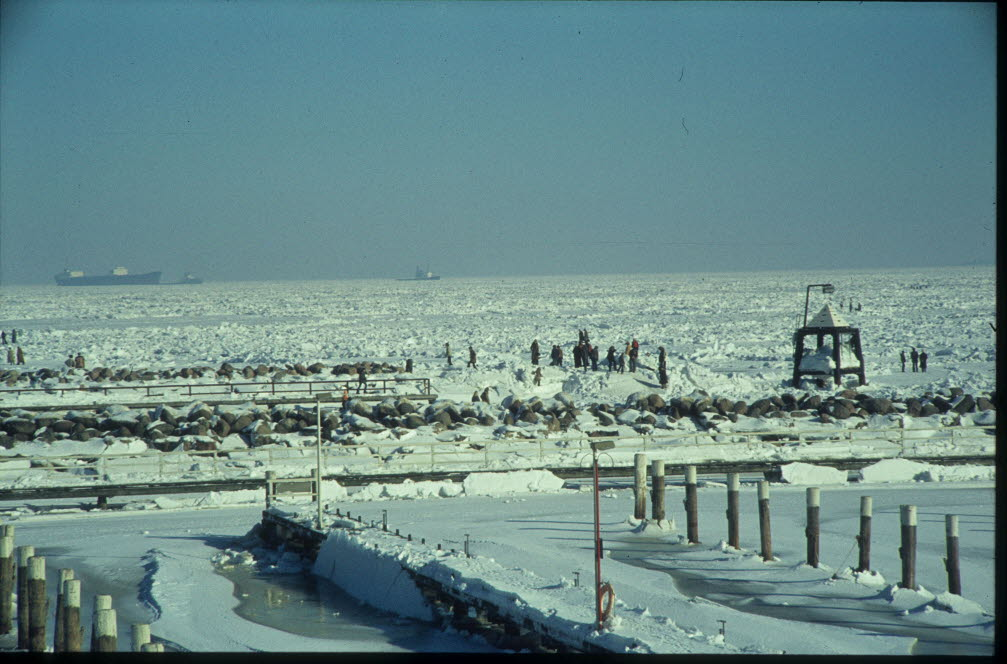
In der Kieler Förde herrscht „Eiswinter“

- Eutin/Deutschland: Für den Kreis Ostholstein in Schleswig-Holstein gilt Katastrophenalarm, da wegen starken Schneefalls die Verkehrswege nicht geräumt werden können. Seit dem Vortag, an dem schon in Teilen Niedersachsens Katastrophenalarm ausgelöst wurde, treibt Starkwind mit Böen der Stärke 10 Bft schneereiche Wolken über die Ostsee Richtung Deutschland. Die Küste der See ist seit der Schneekatastrophe in Norddeutschland 1978 noch immer zugefroren, aus diesem Grund bleiben die Anlieger von einem Hochwasser verschont.[13][14]

### Donnerstag, 15. Februar 1979
- Los Angeles/Vereinigte Staaten: Bei den 21. Grammy Awards geht eine der renommierten Auszeichnungen nach Deutschland, Frankreich und Österreich. Geehrt werden der österreichische Dirigent Herbert von Karajan, die Berliner Philharmoniker, zum zweiten Mal nach 1970, sowie ihr französischer Produzent Michel Glotz in der Kategorie „Beste Leistung eines klassischen Orchesters“.[15]

### Samstag, 17. Februar 1979

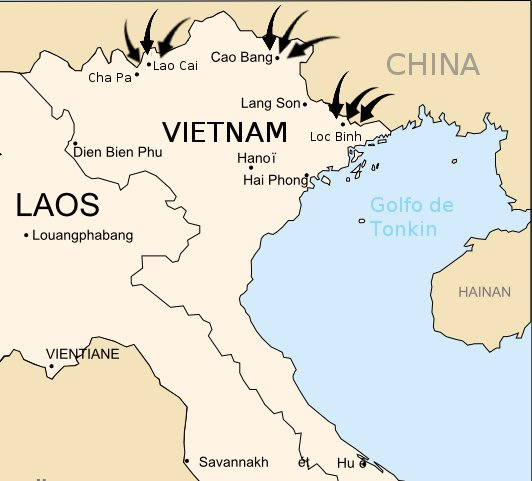
Vorstöße der chinesischen Armee

- Vietnam: Einheiten der Volksbefreiungsarmee der Volksrepublik China marschieren in Vietnam ein. Politische Beobachter erkennen keinen unmittelbaren Auslöser dieser Aktion. Bekannt ist, dass sich die Kommunistische Partei Chinas an der in den letzten Monaten gefestigten Allianz seines südlichen Nachbarn Vietnam und seines nördlichen Nachbarn Sowjetunion stört. Ausdruck dieser Kooperation war der Einmarsch der Vietnamesischen Volksarmee in Kambodscha mit Beihilfe der Sowjetunion im Dezember 1978. China unterstützte jahrelang Kambodscha.[16]

### Sonntag, 18. Februar 1979
- Naama/Algerien: Im Gebirge Saharaatlas ereignet sich erstmals Schneefall, für den es auch einen meteorologischen Nachweis gibt. Der Schneesturm in der Gegend der 1081 m hoch gelegenen Ortschaft Aïn Séfra dauert eine halbe Stunde.[17]

### Dienstag, 20. Februar 1979
- Berlin/Deutschland: Die letztmals von Wolf Donner geleiteten Internationalen Filmfestspiele Berlin beginnen. Die diesjährige 29. Auflage überschatten bereits am ersten Tag Diskussionen über die von den sozialistischen Ländern als „beleidigend“ bezeichnete Darstellung von Vietnamesen während des Vietnamkriegs im Film Die durch die Hölle gehen des amerikanischen Regisseurs Michael Cimino.[18][19]

### Montag, 26. Februar 1979
- Ontario/Kanada: Vom Stout-See im westlichen Ontario aus beobachtet ist die Sonne bei der totalen Sonnenfinsternis mit 169 Sekunden am längsten durch den Mond verdeckt. Der Kernschatten des Mondes trifft auch den Nordwesten der Vereinigten Staaten, in dem sich die meisten Schaulustigen des Ereignisses versammeln.[20]

## Weblinks

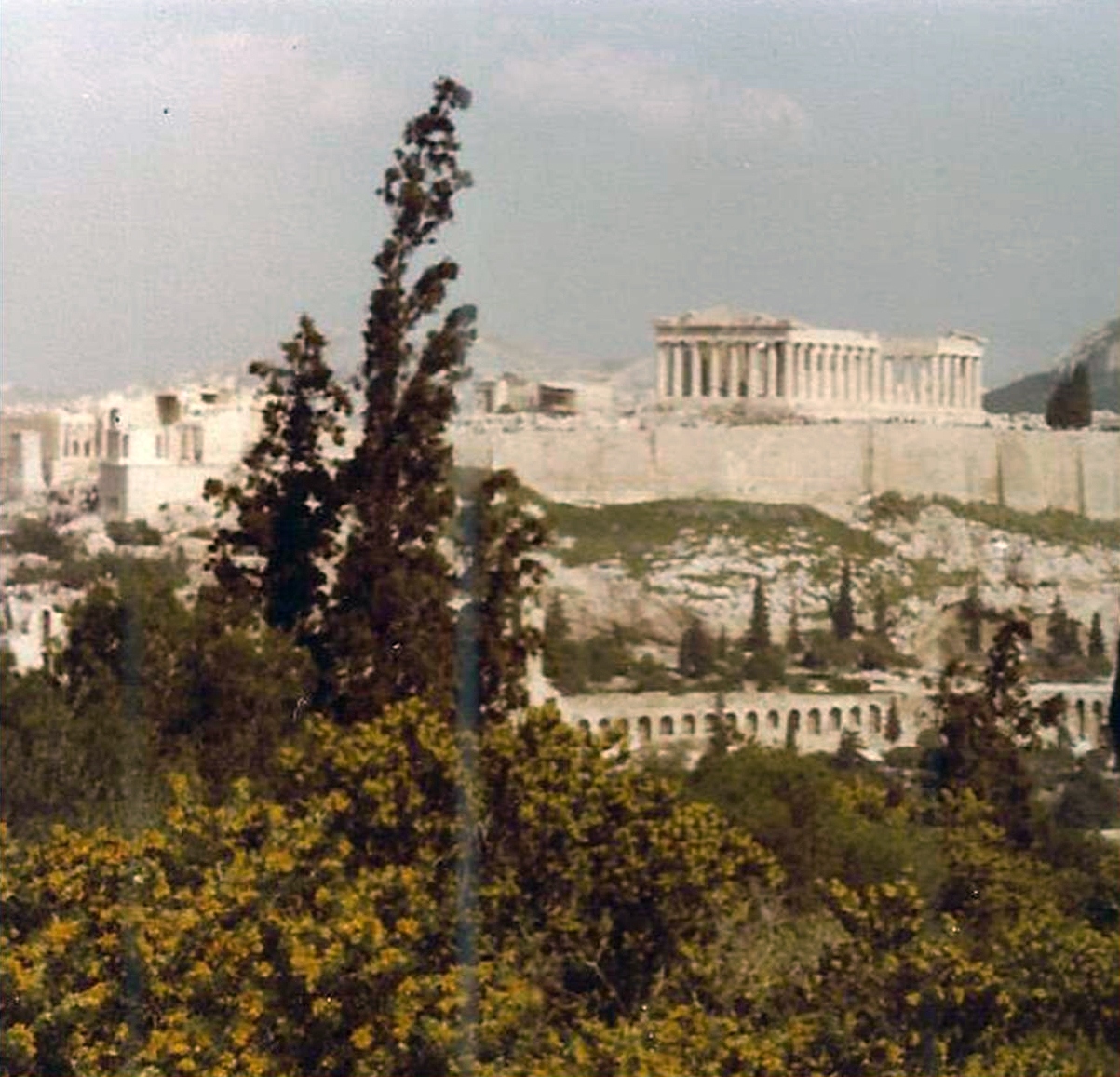
Athen im Februar 1979